# Púbis

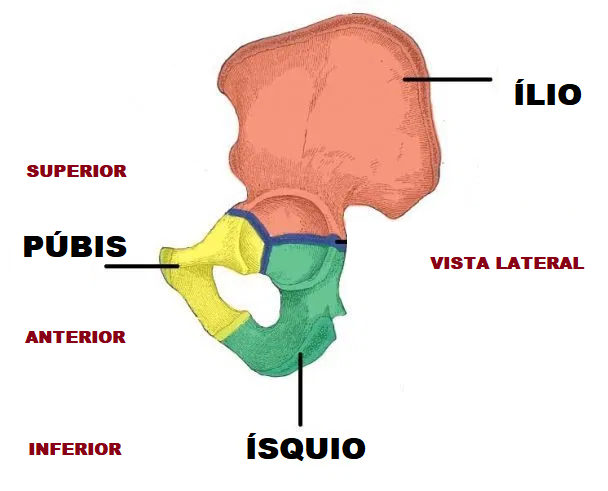

O osso púbico ou púbis andróide é anteroinferior em relação ao osso íleo e ísquio, que juntos formam o osso coxal. Estes três ossos nascem de pontos de ossificação diferentes e nos adultos se encontram fundidos em um único osso. 
O púbis é um osso angulado que consta de uma rama superior do púbis, o qual constitui uma porção anterior do acetábulo, e uma rama inferior do púbis, incluída no limite inferior do forame obturado. 
Na parte anterior do corpo do púbis há um engrossamento, a linha do púbis, que termina lateralmente como um abotoamento, o tubérculo do púbis ou espinha púbica. A parte lateral da rama superior do púbis tem uma crista obliqua, a linha pectínea.

## Acidentes anatômicos
Vista Lateral
- Tubérculo púbico,
- Crista obturatória,
- Ramo inferior do osso púbico.

Vista Medial
- Eminência íleopúbica,
- Ramo superior do osso púbico,
- Púbis pectíneo (linha pectínea),
- Tubérculo púbico,
- Face sinfisal,
- Ramo inferior do osso púbico.